# スラヴィシャ・ストヤノヴィッチ
スラヴィシャ・ストヤノヴィッチ（セルビア語: Славиша Стојановић, ラテン文字転写: Slaviša Stojanović、1969年12月6日 - ）は、スロベニアとセルビアの元サッカー選手、サッカー指導者。ポジションはディフェンダー。

## 経歴
NDスロヴァン・リュブリャナの下部組織で指導者キャリアをスタートした。
2002年にNKドムジャレの監督に就任すると1年目で1.SNL昇格に導き、2006-07シーズンと2007-08シーズンに1.SNL連覇を果たした。
2011年10月24日、マティアジュ・ケクの後任としてスロベニア代表監督に就任した。2012年12月9日、スロベニア代表監督を辞任した。
2013年6月24日、リカルド・サ・ピントの後任としてレッドスター・ベオグラード監督に就任した。2013-14シーズンのセルビア・スーペルリーガでは15連勝を記録し、レッドスターに7シーズンぶりのリーグタイトルをもたらした。

## タイトル

### 指導者時代
ドムジャレ
- 1.SNL：2006-07, 2007-08
- スロベニア・スーパーカップ：2007

レッドスター・ベオグラード
- セルビア・スーペルリーガ：2013-14